# Puchar Interkontynentalny w Lekkoatletyce 2010 – rzut dyskiem kobiet
Rzut dyskiem kobiet – jedna z konkurencji rozegranych podczas pucharu interkontynentalnego w Splicie. Dyskobolki rywalizowały 4 września – pierwszego dnia zawodów.

## Rezultaty
| WR - rekord świata \| CR - rekord imprezy \| NR - rekord kraju \| AR - rekord kontynentu                       |
| SB - najlepszy wynik w sezonie \| WL - najlepszy tegoroczny wynik na listach światowych \| PB - rekord życiowy |

| Poz. | Zawodniczka          | Reprezentacja  | Rezultat |
| ---- | -------------------- | -------------- | -------- |
| 1.   | Li Yanfeng           | Azja i Oceania | 63,79    |
| 2.   | Sandra Perković      | Europa         | 63,29    |
| 3.   | Yarelis Barrios      | Ameryka        | 62,58    |
| 4.   | Dani Samuels         | Azja i Oceania | 61,34    |
| 5.   | Becky Breisch        | Ameryka        | 60,70    |
| 6.   | Nicoleta Grasu       | Europa         | 59,69    |
| 7.   | Elizna Naudé         | Afryka         | 55,79    |
| 8.   | Kazai Suzanne Kragbé | Afryka         | 52,27    |